# Liste der Stolpersteine in Berlin-Fennpfuhl
Die Liste der Stolpersteine in Berlin-Fennpfuhl enthält die Stolpersteine im Berliner Ortsteil Fennpfuhl im Bezirk Lichtenberg, die an das Schicksal der Menschen erinnern, die im Nationalsozialismus ermordet, deportiert, vertrieben oder in den Suizid getrieben wurden. Die Tabelle erfasst insgesamt sechs Stolpersteine und ist teilweise sortierbar; die Grundsortierung erfolgt alphabetisch nach dem Familiennamen.
| Bild | Name            | Standort              | Verlegedatum  | Leben |                     |
| ---- | --------------- | --------------------- | ------------- | --- | ------------------- |
|      | Adolf Adler     | Möllendorffstraße 43  |               | |                     |
|      | Anna Adler      | Möllendorffstraße 43  |               | |                     |
|      | Denny Josel     | Josef-Orlopp-Straße 5 | 31. Aug. 2024 | |                     |
|      | Hildegard Josel | Josef-Orlopp-Straße 5 | 31. Aug. 2024 | |                     |
|      | Philipp Josel   | Josef-Orlopp-Straße 5 | 31. Aug. 2024 | |                     |
| Foto | Matthias Köhli  | Buggenhagenstraße 31  | 2008          | Geboren am 20. November 1908 in Neboschki, Russland; Arbeiter; Zeuge Jehovas; heiratete 1934 Elisabeth (Lisbeth) Fix (1912–?); beide verbreiteten gegen den Nationalsozialismus gerichtete Schriften der Bibelforscher; Köhli wurde nach Kriegsausbruch einberufen und verweigerte aufgrund des göttlichen Gesetzes „Du sollst nicht töten“ den Wehrdienst, er wurde dafür vom Reichskriegsgericht zum Tode verurteilt und am 5. Juli 1940 in Plötzensee hingerichtet; schrieb am Tag vor seiner Hinrichtung an seine Frau: „Sei nur nicht traurig darüber, denn diese gegenwärtige Trauer wird Dir einst bei Gott in ewige Freude verwandelt werden. Es kamen viele, viele, die mich abredeten, aber ich, ich mußte Gott mehr gehorchen als Menschen.“ Seine Frau heiratete in zweiter Ehe den Berliner Leiter der Zeugen Jehovas, den Schlosser Franz Fritsche (1901–1952), die beiden wurden 1944 vom Volksgerichtshof verurteilt; Stolperstein eingeweiht am 25. September 2008 | 52.528142 13.463459 |